# شنگوئیه پائین
شنگوئیه پائین یک روستا در ایران است که در شهرستان شهربابک استان کرمان واقع شده‌است.

## جمعیت
این روستا در بخش دهج قرار دارد و براساس سرشماری مرکز آمار ایران در سال ۱۳۸۵، جمعیت آن ۱۷ نفر (۴ خانوار) بوده‌است.